# Stian Gregersen
Stian Rode Gregersen (ur. 17 maja 1995 w Kristiansundzie) – norweski piłkarz występujący na pozycji środkowego obrońcy we francuskim klubie Girondins Bordeaux oraz reprezentacji Norwegii.

## Sukcesy

### Klubowe
Molde FK
- Mistrzostwo Norwegii: 2014